# تيمي باورز
تيمي باورز (بالإنجليزية: Timmy Bowers)‏ مواليد 9 يناير 1982 في ميلواكي، هو لاعب كرة سلة أمريكي. بدأ مسيرته الاحترافية في سنة 2004. يلعب مع فريق أورورا باسكت ييزي كلاعب هجوم خلفي. يبلغ طوله 6 قدم 2 بوصة (1.9 م).

## المسيرة الاحترافية
لعب مع يوفي كازيرتا باسكت في الدوري الإيطالي من سنة 2009 إلى 2011، ثم لعب مع رير فينيزيا مستري من سنة 2011 إلى 2013، ثم لعب مع أورورا باسكت ييزي في سنة 2016.

## روابط خارجية
- تيمي باورز على موقع كرة السلة الأوروبية.كوم (الإنجليزية)
- تيمي باورز على موقع كلية كرة السلة في سبورتس رفرنس.كوم (الإنجليزية)
- تيمي باورز على موقع ريلجم (الإنجليزية)
- تيمي باورز على موقع سبورتس رفرنس (الإنجليزية)
- تيمي باورز على موقع سبورتس رفرنس (الإنجليزية)